# 萊蒙德 (明尼蘇達州)
萊蒙德（英語：Lemond）是位於美國明尼蘇達州斯蒂爾縣萊蒙德鎮區的一個非建制地區。

## 地理
萊蒙德所處的海拔為高於海平面365米（即1198英呎），而該地所採用的時區為UTC-6，即北美中部時區（CST）。同時該地設有夏令時間，為UTC-6調快一小時，即UTC-5（CDT）。